# Christian Fauré (cyclisme)
Pour les articles homonymes, voir Christian Faure et Fauré.
Christian Fauré (né le 2 mars 1951 à Castillon-Savès) est un coureur cycliste français, principalement actif dans les années 1970 et 1980.

## Biographie
Originaire de Castillon-Savès,, Christian Fauré a été licencié au VC L'Isle-Jourdain. Il a notamment remporté le championnat de France amateurs en 1980. La même année, il est sélectionné en équipe de France pour les Jeux olympiques de Moscou, en Union soviétique. Il se classe huitième et meilleur coureur tricolore de la course en ligne, juste devant son compatriote Marc Madiot, neuvième. Malgré ces performances, il ne passe pas professionnel. 
Une fois sa carrière cycliste terminée, il devient agent général pour le groupe d’assurance Axa.

## Palmarès
- 1977
  - 3e étape du Tour du Roussillon
- 1978
  - 4e étape du Tour du Roussillon
  - 2e du championnat de France des comités
  - 3e du championnat de Midi-Pyrénées sur route
- 1979
  - 2e du Grand Prix de l'Équipe et du CV 19e
  - 3e du championnat de France des comités
- 1980
  -  Champion de France sur route amateurs
  - 2e des Boucles du Tarn
  - 8e de la course en ligne des Jeux olympiques